# Capnia lineata
Capnia lineata är en bäcksländeart som beskrevs av John F. Hanson 1943. Capnia lineata ingår i släktet Capnia och familjen småbäcksländor. Inga underarter finns listade i Catalogue of Life.